# Karin Verguts
Karin Verguts (ur. 3 maja 1961 w Wilrijk) – belgijska lekkoatletka specjalizująca się w biegach sprinterskich, uczestniczka igrzysk olimpijskich w Moskwie (1980).

## Sukcesy sportowe
- dwukrotna srebrna medalistka mistrzostw Europy juniorek w biegu na 200 metrów: Donieck 1977[1] oraz Bydgoszcz 1979[2]
- ćwierćfinalistka biegu na 200 metrów podczas igrzysk olimpijskich w Moskwie (1980)[3]
- mistrzyni Belgii w biegu na 100 metrów (1983)
- dwukrotna mistrzyni Belgii w biegu na 200 metrów (1983, 1984)[4]

## Rekordy życiowe
- bieg na 200 metrów – 23,20 (1977)